# Lạc An
Lạc An is een xã in huyện Tân Uyên, een district in de Vietnamese provincie Bình Dương.
Lạc An ligt op de westelijke oever van de Đồng Nai.